# يو إف سي فايت باس
يو إف سي فايت باس (بالإنجليزية: UFC Fight Pass)‏ هي خدمة بث فيديو أمريكية قائمة على الاشتراك مملوكة للشركة الأم ليو إف سي، زوفا، والتي تم إطلاقها في ديسمبر 2013.

## وصلات خارجية
- الموقع الرسمي